# Rozhodčí

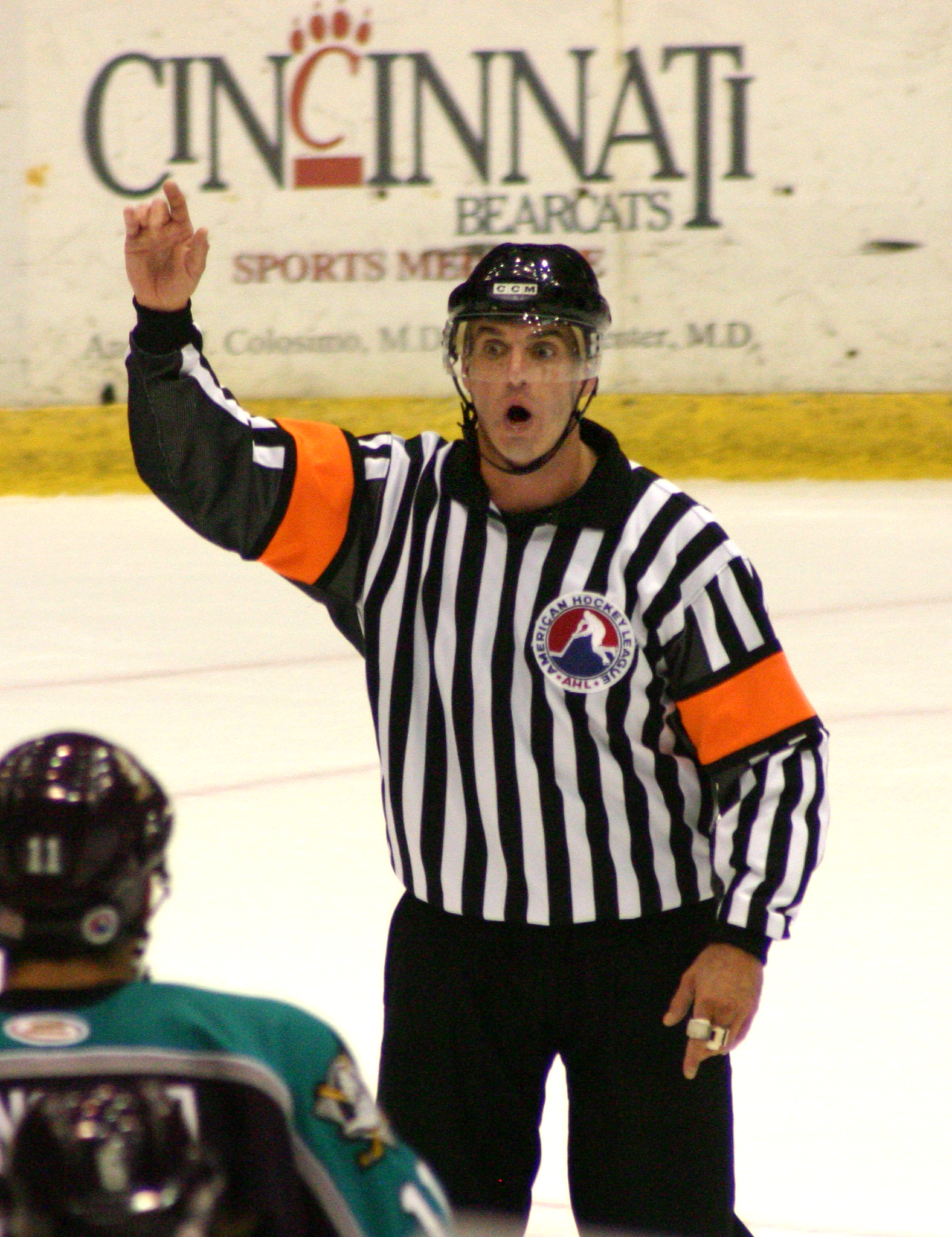
Rozhodčí dohlížející na hokejový zápas

Rozhodčí (též sudí nebo arbitr) je osoba, která dbá na dodržování určených sportovních pravidel. Nejčastěji se s ním setkáme při sportovním utkání nebo při sportovních závodech. Měl by být viditelně rozlišen od hráčů či závodníků. Rozhodčí je v některých sportech součástí hry a proto chtě nechtě hru ovlivňuje i fyzicky, odražený míč od rozhodčího do branky je ale neplatný. Ovlivňuje jej ale i ve prospěch domácích hráčů psychologickým vlivem prostředí.

## Kolektivní sporty

### Historie
Termín rozhodčí se poprvé objevil ve fotbale. Původně řešili spory na hřišti kapitáni obou týmů společnou konzultací, ale později vznikla potřeba přítomnosti nezávislého pozorovatele. A tak se na zápasech poprvé objevil rozhodčí. Pak přibyl ještě další, který měl pomáhat hlavnímu při řešení sporů, od roku 1891 nazývaný čárový.

### Lední hokej
Na zápase v ledním hokeji jsou podle nových pravidel IIHF přítomní dva hlavní a dva čároví rozhodčí. Na řešení velmi složitých sporů (zejména v otázce gólů) byl zaveden takzvaný videorozhodčí, který má poradní funkci.
Všichni rozhodčí kromě pomocných rozhodčí (s výjimkou brankových) nosí podle pravidel podélně pruhovaný dres (hlavní rozhodčí mají na vrchních částech obou rukávů oranžové pásky) a černé kalhoty. Ti, co se pohybují po ledové ploše, mají také brusle a ochrannou přilbu černé barvy. Mezi jejich povinnou výbavu patří kovová píšťalka upevněná na ukazováčku a prostředníčku levé ruky a kovový stahovací metr o délce minimálně 1 m na přeměřování správné délky výstroje hráčů.
Na utkání ledního hokeje jsou pak dále delegováni takzvaní pomocní rozhodčí (též echničtí rozhodčí, anglicky off-ice oficials). Těmi jsou zapisovatel, časoměřič, až 2 dohližitelé trestů (také označováni jako dohližitelé na trestné lavici nebo trestoměřiči), oficiální hlasatel, dva brankoví rozhodčí (ti se v posledních sezónách prakticky nedelegují) a již výše zmíněný video rozhodčí.
Techničtí rozhodčí, kromě brankovích, zaujímají své místo v tzv. Boxu. Ten je vždy v bezprostřední blizkosti ledové plochy proti hráčským lavicím mezi trestnými lavicemi. Ačkoliv jejich činnosti nemusí být pro diváka nijak významné, má jejich správná sehranost nezanedbatelný vliv na řádný průběh utkání.

### Fotbal

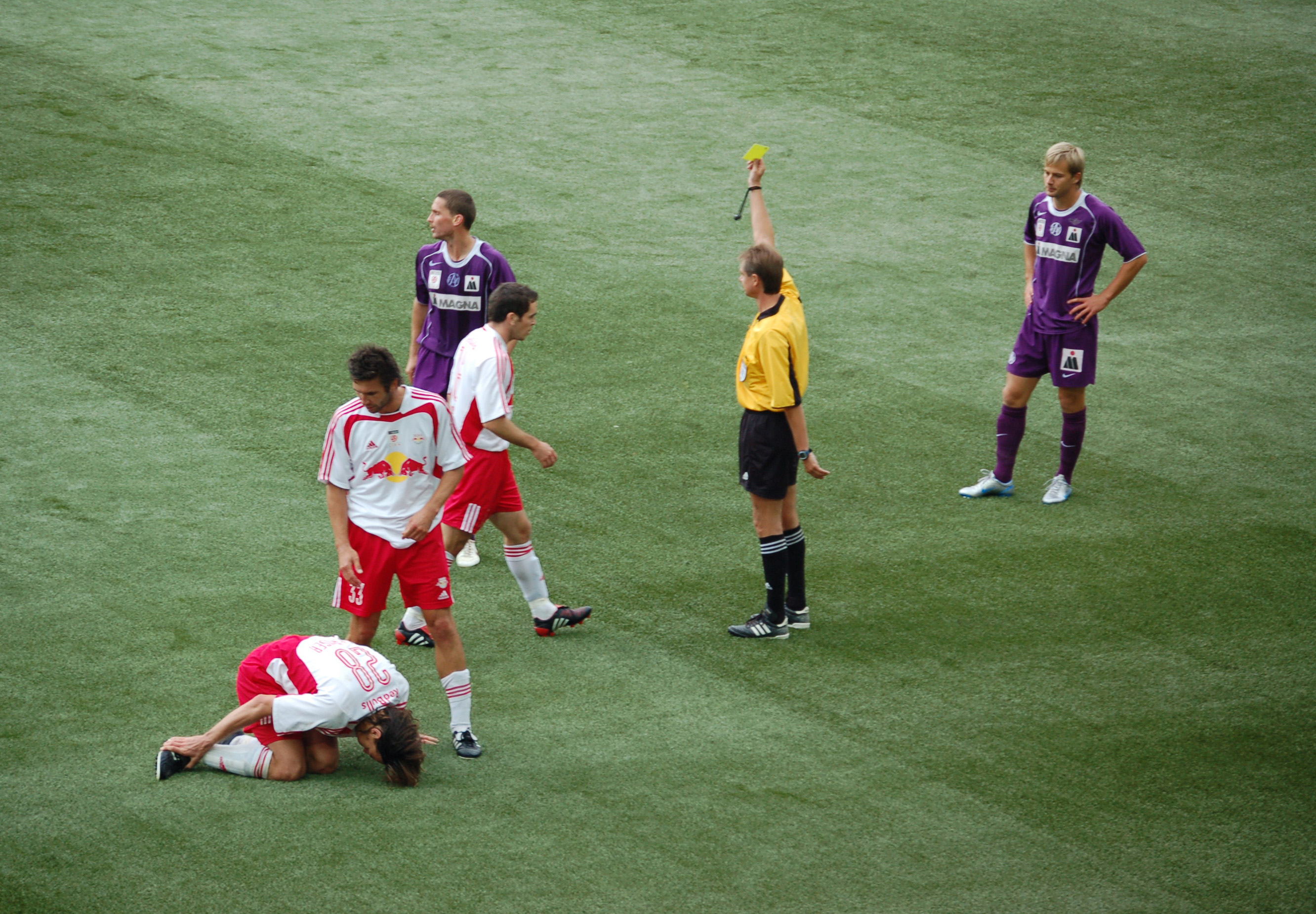
Hlavní rozhodčí uděluje za přestupek žlutou kartu

Ve fotbale rozhoduje zápas rozhodčí, který posuzuje přestupky a góly, a dva asistenti, jejichž úkolem je zejména signalizovat postavení mimo hru (ofsajd). Všichni rozhodčí působící na hřišti mají barevné dresy kterými se odlišují od hráčů, černé trenýrky, štulpny a kopačky. K výbavě rozhodčího patří také píšťalka, žlutá a červená karta, pero se zápisníkem na poznámky, hodinky a mince na úvodní losování. Asistenti rozhodčího používají k signalizaci žluto-oranžové praporky.

#### Výbava fotbalového rozhodčího
- píšťalka
- dres, trenýrky, štulpny a kopačky
- žlutá a červená karta
- tužka a papír na poznámky
- hodinky
- mince na losování

### Práva a povinnosti rozhodčího

#### Povinnosti
- dbát na dodržování pravidel
- měřit dobu hry a dělat si poznámky o průběhu hry
- rozhodnout o pokračování ve hře po každém přerušení hry

Rozhodnutí rozhodčího o skutečnostech souvisejících s hrou jsou konečná. Může je ale sám změnit, za předpokladu, že dosud nebyla hra navázána, nebo utkání již nebylo ukončeno.

#### Povinnosti v průběhu hry
- pískat jasně a zřetelně
- dát po každém přerušení hry znamení k pokračování ve hře
- používat předepsaných signálů
- pohybovat se na hřišti tak, aby nepřekážel hráčům ve hře, ale aby měl přehled o herních situacích a o přestupcích hráčů
- sledovat, co se děje v blízkosti míče; občas prohlédnout situaci po celém hřišti
- pohybovat se tak, aby měl ve svém zorném poli jednoho ze svých asistentů
- nebavit se zbytečně s hráči a ani se jich nedotýkat
- vyhýbat se přehnané gestikulaci
- dát píšťalkou znamení k ukončení utkání

Dříve jím bývali jen muži, ale nyní se můžeme setkat i s ženami (známou českou rozhodčí je např. Dagmar Damková).